# Live at the Roxy Theatre
Live at the Roxy Theatre ist eine Live-Doppelalbum des US-amerikanischen Musikers Brian Wilson aus dem Jahr 2000. Das Album ist der Mitschnitt zweier Konzerte im Roxy Theatre im April 2000 in Los Angeles. Es ist das erste Solo-Livealbum von Brian Wilson.
Das Album wurde von Brian Wilson selbst produziert. Die Live-Arrangements der Stücke stammen von Brian Wilson, Darian Sahanaja und Scott Bennett. 

## Die Geschichte zum Album
Die Besonderheit dieses Albums besteht darin, dass Brian Wilson – Gründungsmitglied der Beach Boys – bereits 1964 erklärt hatte, nicht mehr öffentlich auftreten zu wollen. Zum einen litt er unter dem Stress der Tourneen, zum anderen wollte er sich mehr auf die Arbeit im Studio an neuen Songs konzentrieren. Diesen Vorsatz setzte er in die Tat um. Bis auf wenige Auftritte (zum Beispiel 1967 für das „Lei’d in Hawaii“-Konzert, die „Brian is back“-Kampagne 1976 oder das Festival Live in Knebworth 1980) hielt er sich von den Bühnen der Welt fern und arbeitete jahrelang im Hintergrund.
1998 veröffentlichte Wilson sein Soloalbum Imagination. Um das Album zu präsentieren, wurde ein Auftritt angesetzt. Die sehr positiven Reaktionen des Publikums am Abend dieses Konzerts weckten in Brian Wilson das Interesse an weiteren Konzerten. 
1999 entdeckte Wilson zufällig die passende Begleitgruppe für seine Tournee in einem kleinen Club in Los Angeles. Dort spielte eine Band, die sich The Wondermints nannte. Zu Wilsons Überraschung spielten sie das Stück Pet Sounds aus dem gleichnamigen Beach-Boys-Album aus dem Jahr 1966. Nach dem Auftritt ging er auf die Band zu und bat sie, ihn während seiner Tournee zu begleiten.
Die Besetzung der Wondermints bestand aus folgenden Mitgliedern: 
- Taylor Mills (Gesang)
- Jeffrey Foskett (Gesang, Gitarre, Perkussion)
- Mike d’Amico (Gesang, Gitarre, Perkussion)
- Darian Sahanaja (Gesang, Keyboard, Vibraphon)
- Nick Walusko (Gesang, Gitarre)
- Paul Mertens (Saxophon, Flöte)
- Probyn Gregory (Waldhorn, Gesang, Gitarre, Trompete)
- Scott Bennett (Keyboard, Gesang, Vibraphon, Percussion)
- Jim Hines (Schlagzeug)
- Bob Lizik (Bass).

## Live at the Roxy
Im April 2000 trat Brian Wilson mit seiner zehnköpfigen Begleitband im „Roxy Theatre“ in Los Angeles auf. Unter den rund 500 Menschen im Publikum befand sich eine größere Anzahl Prominenter. Das Publikum wurde nicht enttäuscht. Es gab ein hervorragendes Konzert, die Band spielte perfekt, die Instrumentalisierung der Stücke ist ausgezeichnet. Die Harmonien der Begleitgruppe erinnern nicht nur an die Beach Boys, sie klingen sogar noch um einiges besser als die Beach Boys. Der zu Beginn noch etwas unsichere Brian Wilson legte nach und nach im Verlauf des Konzerts seine Nervosität ab.
Das Publikum mag eine Aufeinanderfolge der bekanntesten Erfolge erwartet haben, aber die Auswahl der Titel zeigt neben sehr bekannten Titeln der Beach Boys wie California Girls, Good Vibrations oder I Get Around auch unbekanntere Titel der Beach Boys und Stücke aus Wilsons Soloschaffen, zum Beispiel The First Time. Dieses Stück hatte Wilson 1983 geschrieben, es quasi „vergessen“ und zufällig wiedergefunden. 
Als Bonus gibt es auf der zweiten CD ein Interview mit Brian Wilson.

## Die Titelliste
1. Little Girl Intro
2. The Little Girl I Once Knew (Brian Wilson)
3. This Whole World  (Brian Wilson)
4. Don’t Worry Baby (Brian Wilson/Roger Christian)
5. Kiss Me Baby  (Brian Wilson/Mike Love)
6. Do It Again (Brian Wilson/Mike Love)
7. California Girls (Brian Wilson/Mike Love)
8. I Get Around (Brian Wilson/Mike Love)
9. Back Home (Brian Wilson/Bob Norberg)
10. In My Room  (Brian Wilson/Gary Usher)
11. Surfer Girl (Brian Wilson)
12. The First Time (Brian Wilson)
13. This Isn’t Love (Brian Wilson/Tony Asher)
14. Add Some Music to Your Day  (Brian Wilson/Joe Knott/Mike Love)
15. Please Let Me Wonder (Brian Wilson/Mike Love)
16. Band Intro (Band wird von Jeffrey Foskett vorgestellt)
17. Brian Wilson  (J.S. Page)
18. ’Til I Die (Brian Wilson)
19. Darlin’ (Brian Wilson/Mike Love)
20. Lets Go Away For Awhile (Brian Wilson)
21. Pet Sounds (Brian Wilson)
22. God Only Knows (Brian Wilson/Tony Ahser)
23. Lay Down Burden (Brian Wilson/Joe Thomas)
24. Be My Baby (Phil Spector/Greenwish/Barry)
25. Good Vibrations (Brian Wilson/Mike Love)
26. Caroline No (Brian Wilson/Tony Asher)
27. All Summer Long  (Brian Wilson)
28. Love & Mercy  (Brian Wilson)
29. Sloop John B.  (Trad. Arr./Brian Wilson)
30. Barbara Ann (Fred Fassert)
31. Wouldn’t It Be Nice (Brian Wilson/Tony Asher/Mike Love)
32. Help Me Rhonda (Brian Wilson/Mike Love)
33. Interview with Brian Wilson